# اکینسیلار
اکینسیلار (به لاتین: Akıncılar، به کردی: Ezbider) یک سکونتگاه مسکونی در ترکیه است که در استان سیواس واقع شده‌است.

## خصوصیات
اکینسیلار ۱٬۰۵۱ متر بالاتر از سطح دریا واقع شده‌است.